# Isogen
Isogena individer har samma genotyp, och kan också benämnas kloner. Ett vanligt exempel på isogena individer är enäggstvillingar. Inom genetisk och biomedicinsk forskning används ofta isogena populationer, där alla individer är genetiskt identiska, av till exempel bananflugor eller inavlade möss.